# يوشكو غفارديول
يوشكو غفارديول (بالكرواتية: Joško Gvardiol)؛ مواليد 23 يناير 2002 لاعب كرة قدم كرواتي يلعب كمدافع في نادي مانشستر سيتي الإنجليزي و‌منتخب كرواتيا.

## روابط خارجية
- يوشكو غفارديول على موقع الاتحاد الأوربي (الإنجليزية)
- يوشكو غفارديول على موقع اتحاد كرواتيا (الكرواتية)
- يوشكو غفارديول على موقع إي إس بي إن إف سي (الإنجليزية)
- يوشكو غفارديول على موقع قاعدة بيانات كرة القدم.إي يو (الإنجليزية)
- يوشكو غفارديول على موقع ليكيب (الفرنسية)
- يوشكو غفارديول على موقع ناشيونال فوتبول تيمز (الإنجليزية)
- يوشكو غفارديول على موقع Soccerbase.com (لاعب) (الإنجليزية)
- يوشكو غفارديول على موقع Soccerway.com (الإنجليزية)
- يوشكو غفارديول على موقع عالم كرة القدم.نت (الإنجليزية)